# Catedral de Sant Lluís de Cartago
La catedral de Sant Lluís al turó de Birsa a Cartago a Tunísia, és una antiga catedral catòlica, avui d'ús civil.
L'obra va començar sota el domini francès a partir de 1884 i l'església va ser inaugurada de 1890. Va ser desacralitzat i cedit a l'estat el 1964. Després d'anys d'abandó, amb el nom «Acropolium» acull des de 1993 esdeveniments culturals com ara concerts de música, fires d'artesania…
Segons els plans de l'arquitecte mossèn Joseph Pougnet, es va construir en un estil que mescla el morisc, romà d'Orient i el gòtic. Té una forma de creu llatina, una cúpula grossa i dues torres quadrades a la façana occidental. A les parets hi ha els escuts dels donants que van contribuir a finançar les obres. Els vitralls són decorats amb arabescs.
Fou la seu del cardenal primat d'Àfrica, càrrec creat després del 1881 i que va recaure en el cardenal Charles Martial Lavigerie, fundador dels Pares Blancs, bisbe d'Alger i després també de Cartago, mort el 1892.